# Tajemnica Wisteria Lodge
Tajemnica Wisteria Lodge (ang. The Adventure of Wisteria Lodge) – opowiadanie Arthura Conana Doyle’a o przygodach Sherlocka Holmesa. Pierwsza publikacja w czasopiśmie „Collier’s Weekly Magazine” w sierpniu 1908 (ilustracje Frederic Dorr Steele), kolejna w „The Strand Magazine” we wrześniu - październiku 1908 (ilustracje Arthur Twidle). Przedruk w zbiorze Jego ostatni ukłon z 1917. Inne tytuły Przygoda w willi Wisteria i Zabójstwo w Wisteria Logde.
Pan Scott Eccles został zaproszony do willi Wisteria koło Esher przez swego nowego latynoskiego znajomego, znacznie od niego młodszego, przedstawiającego się jako Garcia. Przy kolacji gospodarz otrzymał list, który po przeczytaniu wrzucił do kominka. Gdy pan Eccles rano obudził się ze snu, willa była pusta. W agencji wynajmu nieruchomości uzyskał wiadomość, że willa została wynajęta, czynsz opłacono z góry. Uznając, że Garcia z niego zażartował, Eccles prosi Holmesa o wyjaśnienie sprawy.
Policja odnajduje ciało Garcii w odległości mili od Wisterii. Ma rozbitą głowę, ktoś zaatakował go od tyłu i pastwił się nad zwłokami. 
List utkwił w metalowych prętach osłony kominka i można go przeczytać. Jest w języku angielskim, o zagadkowej treści: Our own colours, green and white. Green open, white shut. Main stair, first corridor, seventh right, green baize. Godspeed. D. (Nasze własne barwy, zieleń i biel. Zieleń otwarte, biel zamknięte. Główne schody, pierwszy korytarz, siódme po prawej, zielone sukno. Z Bogiem. D.)
Z charakteru pisma Holmes wnosi, że list pisała jakaś kobieta, a zaadresował ktoś inny i innym piórem, kartkę obcięto lekko zakrzywionymi nożyczkami do paznokci. Detektyw robi rozpoznanie na temat sąsiednich posiadłości. Mniej niż pół mili od miejsca zbrodni w dworze High Gable (Wysoki Szczyt) mieszka Henderson, człowiek władczy i skryty. Mimo angielskiego nazwiska jest cudzoziemcem, Holmesowi zdaje się on podejrzany. Od zwolnionego z dworu ogrodnika Holmes dowiaduje się, iż Henderson przybył niedawno z zagranicy wraz z sekretarzem – ochroniarzem i guwernantką. Holmes dedukuje, że to ona napisała list do Garcii.
Czując zagrożenie, Henderson z sekretarzem uciekają pociągiem, odurzona narkotykami guwernantka odzyskuje na stacji przytomność i porzuca ich przymusowe towarzystwo. Detektyw i doktor Watson słyszą z jej ust historię ponurej przeszłości Hendersona. Despotycznie rządził kiedyś jednym z krajów Ameryki Łacińskiej, skąd zbiegł przed gniewem ludu.
Obaj uciekinierzy zostają zabici, zapewne dosięgnęła ich zemsta kucharza Garcii.
Ekranizacje:
- 1921 – Holmes – Eille Norwood, Watson – Hubert Willis[3].
- 1968 – Holmes – Peter Cushing, Watson – Nigel Stock[4].
- 1988 – Holmes – Jeremy Brett, Watson – Edward Hardwicke[5].